# Sunsmart Victorian Open 1985
Il Sunsmart Victorian Open 1985 è stato un torneo di tennis giocato sul sintetico indoor. 
È stata la 7ª edizione del torneo, che fa parte del Virginia Slims World Championship Series 1985. Si è giocato a Melbourne in Australia dal 13 al 19 maggio 1985.

## Campionesse

### Singolare
Pam Shriver ha battuto in finale  Kathy Jordan con il punteggio di 6–4, 6–4

### Doppio
Pam Shriver /  Elizabeth Sayers hanno battuto in finale  Anne Hobbs /  Kathy Jordan con il punteggio di 6–2, 5–7, 6–1